# گریگری (تجهیزات سنگنوردی)
گریگری (به انگلیسی: Grigri) یک ابزار حمایت و فرود با قفل خودکار تحت شوک است که توسط شرکت پتزل برای امنیت بیشتر در سنگنوردی، راپل و حرکات نمایشی با طناب طراحی شده است. این وسیله دارای یک سیستم کلاچ برای آزادسازی دستی تحت فشار است. استقبال از گریگری باعث شد تا از تمامی دستگاه‌های مشابه با نام «گریگری» یاد شود.

## عملکرد

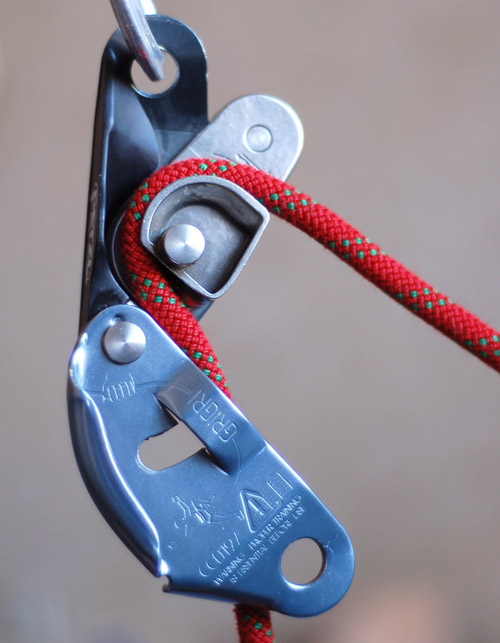
نصب طناب بر روی ابزار گریگری

گریگری بر اساس گازگرفتن طناب هنگام عبور سریع طناب (مانند سقوط) کار می‌کند و همین موضوع این وسیله را از ابزارهای قدیمی‌تر مانند ریورسو یا ATC متمایز می‌کند. در داخل گریگری طناب پیرامون یک دندانه حرکت می‌کند. هنگامی که حرکت آهسته باشد اجازه حرکت به طناب داده می‌شود اما به محض حرکت سریع طناب دندانه چریخده و طناب را گاز می‌گیرد.

## نکات مثبت و منفی
شرکت پتزل ، گریگری را برای صعود به صورت قرقره توصیه می‌کند.
گریگری برای همهٔ سایزهای طناب قابل استفاده نیست. در گریگری ورژن ۲ فقط از طناب‌های با قطر ۸٫۹ تا ۱۱ میلیمتر پشتیبانی می‌شود.
یکی دیگر از نقاط ضعف گریگری این است که فقط برای استفادهٔ به صورت تک‌رشته طراحی شده است و در صعود با نیم‌طناب یا فرود با دو رشته طناب قابل استفاده نیست.